# Neon-Effekt

Beispiel 1

Beispiel 2

Der Neon-Effekt oder die Neonfarbenausbreitung (englisch: neon color spreading) ist eine optische Täuschung, bei der Konturen wahrgenommen werden, die real nicht existieren (Scheinkonturen). Ein Grund für dieses Phänomen ist bisher noch nicht bekannt.

## Veranschaulichung

Beispiel 3

Im ersten Beispiel gehen die Linien des grünen Sterns nahtlos in die Linien des größeren schwarzen Sterns über. Der Hintergrund des grünen Sterns wird als blassgrüner Kreis wahrgenommen, obwohl die Kontur dessen Umfangs fehlt. Es entsteht der Eindruck eines neonartigen Leuchtens.
Aus Gründen der besseren Vergleichbarkeit verwendet das zweite Beispiel ebenfalls die grüne Farbe. Bei den vier aus konzentrischen Kreisen bestehenden Figuren gehen die grünen Kreisbögen nahtlos in die entsprechenden schwarzen Komplementärbögen über. Die grünen Bögen erscheinen eingebettet in einen fünften Kreis, der durch die Mittelpunkte der vier übrigen Kreise verläuft. Auch dieser Kreis besitzt in Wirklichkeit keine Umfangskontur und ruft ebenfalls ein blassgrünes neonähnliches Schimmern hervor.
Die Wirkung des Neon-Effekts ist unabhängig von der Farbwahl, auch Grautöne eignen sich. Anhand mehrerer Vielecke zeigt Beispiel 3 solche verschiedenfarbige Neon-Effekte im Vergleich.